# Dolina Poden
Poden (nemško Bodental) je gorska dolina v Karavankah na avstrijskem Koroškem, tik za slovensko mejo. Razteza se v smeri severovzhod-jugozahod na nekaj več kot 1000 metrih nadmorske višine. Vodo iz doline odvaja potok Žabnica (Bodenbach), ki se čez slap Sopotniški šum (Tschaukofall) zliva v sotesko Čepa. Poden spada pod katastrsko občino Slovenji Plajberk (Windisch Bleiberg) in je del občine Borovlje (Ferlach).
Dolina je dostopna z državne ceste Ljubelj–Celovec prek Malega Ljubelja in Slovenjega Plajberka, po pohodniški poti pa tudi iz bližnje doline Rute (Bärental). Na dnu doline je naselje Poden (Bodental) z več zaselki, ki jih sestavljajo stare kmetije in vikendi. V zatrepu doline je gorski travnik Mlaka (Märchenwiese), nad katerim se dviga severna stena slovensko-avstrijske mejne gore Vrtače z okoliškimi vrhovi Palcem, Zelenjakom, Svačico in Ovčjim vrhom.
Nekdaj kmetijska dolina je danes znana kot izhodišče za pohodništvo in zimske športe. Zatrepni del doline ima sloves najlepšega predela osojnih Karavank.      Poleg Mlake  je naravna znamenitost Jezerce (Meerauge), manjše jezero ledeniškega izvora, ki mu alge dajejo značilno turkizno barvo.
Zatrep doline in podnožje Vrtače sta zavarovana kot naravni rezervat (Naturschutzgebiet Inneres Bodental und Vertatscha).